# Schistocerca gregaria
La locusta del deserto (Schistocerca gregaria (Forskål, 1775)) è un insetto ortottero  della famiglia Acrididae, diffuso in Africa e Asia.

## Descrizione

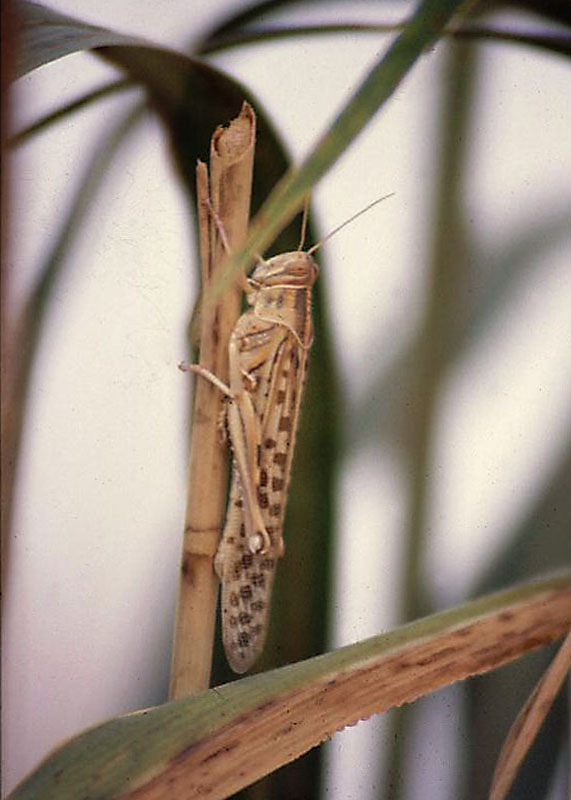
Adulto in fase solitaria

È una cavalletta di dimensioni ragguardevoli: la femmina può raggiungere i 50–60 mm, mentre il maschio è leggermente più piccolo (45–55 mm).
La colorazione della livrea dell'insetto adulto può variare dal giallo al bruno-ocra, con tegmine macchiettate di nero e pronoto orlato di bianco. Le ninfe sono verdastre durante la fase solitaria e acquisiscono una caratteristica livrea giallo-nera nella fase gregaria.

## Distribuzione e habitat
S. gregaria è l'unica specie del genere Schistocerca diffusa nel Vecchio Mondo. È specie a diffusione prevalentemente africana ed asiatica ma non è infrequente che si spinga sino alle coste europee di Spagna, Francia e Italia. Nell'ottobre del 1988 un grande sciame di S. gregaria è riuscito ad attraversare l'oceano Atlantico raggiungendo i Caraibi.
Vive in habitat subdesertici, aridi e soleggiati, con scarsa vegetazione.
Nei periodi di riposo, chiamati recessioni, l'areale delle locuste del deserto copre un'area di circa 16 milioni di km2  che si estende dalla Mauritania attraverso il deserto del Sahara sino al Nord Africa, spingendosi attraverso la penisola Araba sino all'India. Nel corso delle fasi migratorie questa area si espande sia a nord che a sud, arrivando ad interessare l'Europa meridionale e la Russia, spingendosi a sud sino alla Nigeria a al Kenya raggiungendo complessivamente una area di 32 milioni di km2, pari a circa il 20 % delle terre emerse del globo.

## Biologia

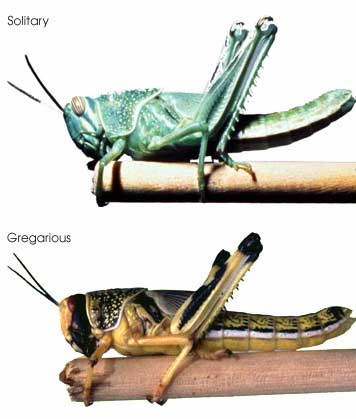
Ninfe di S. gregaria nella fase solitaria (sopra) e gregaria (sotto)

La locusta del deserto presenta due forme vitali: una solitaria ed una gregaria.
Durante la stagione secca vive una vita solitaria. L'arrivo delle piogge e lo sviluppo della vegetazione coincidono con la deposizione delle uova nel suolo sabbioso. Alla schiusa la nuova vegetazione fornisce cibo per le neanidi e le ninfe e fornisce loro un riparo sino allo sviluppo in adulti alati.
Quando il numero delle ninfe è tale da creare situazioni di sovraffollamento lo stretto contatto fisico innesca una cascata di alterazioni metaboliche e comportamentali che conduce al passaggio dalla forma solitaria alla forma gregaria. 

I loro corpi diventano più tozzi, ed emanano un feromone, detto locustolo, che li induce ad essere attratti l'uno dall'altro, portando ad aggregazioni molto numerose (anche milioni di individui) e successivamente alla formazione di sciami, che possono migrare a distanze anche considerevoli.
Il locustolo, agendo sulla produzione di melanina, induce inoltre modificazioni nel colore della livrea che vira dal verde al giallo-nero nelle ninfe, e dal marrone al giallo-nero negli adulti.
Conclusa la migrazione le aggregazioni si disperdono e gli insetti tornano alla forma solitaria.
Studi recenti identificano nella serotonina la molecola chiave nei cambiamenti che intervengono nel passaggio dalla fase solitaria alla fase gregaria.

### Alimentazione

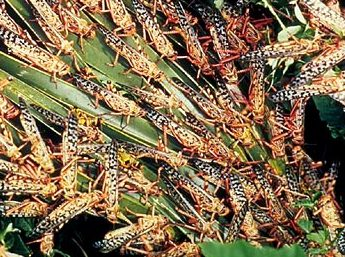
Uno sciame in azione

È una specie polifaga e vorace che si nutre di foglie, fiori, germogli, frutti e semi di diverse specie di piante. Tra le specie vegetali più frequentemente attaccate vi sono numerose specie di importanza primaria per l'uomo come il riso, l'orzo, il mais, il sorgo, la canna da zucchero, il cotone, la palma da dattero, il banano.

### Riproduzione

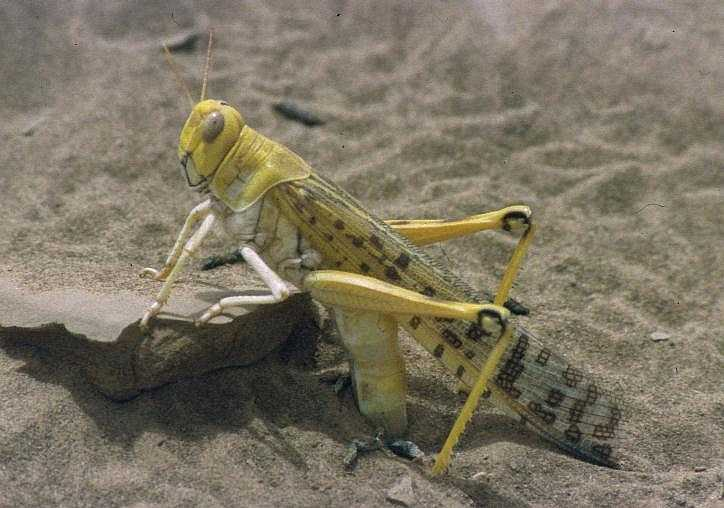
Una femmina durante l'ovodeposizione

S. gregaria compie da 2 a 5 cicli riproduttivi per anno.
Le femmine depongono le uova al suolo, 10–15 cm sotto la superficie della sabbia. Una femmina solitaria può arrivare a deporre 100-160 uova per volta. Le uova schiudono in circa 2 settimane (range 10-65 giorni). Lo sviluppo postembrionale delle neanidi contempla da 5 a 6 mute nell'arco di 30-40 giorni.
L'aspettativa di vita va dai 3 ai 5 mesi.

## Rapporti con l'uomo
- Assieme a Locusta migratoria è una delle specie di locuste che crea maggiori problemi alle coltivazioni, rappresentando talora una seria minaccia per la sicurezza alimentare di molti paesi dell'Africa e dell'Asia.
L'uomo ha dovuto fare i conti con questa specie fin dalle origini dell'agricoltura: riferimenti al problema si ritrovano tanto nella Bibbia, dove le locuste vengono citate come una delle dieci piaghe d'Egitto[6], quanto nel Corano.
Durante il XX secolo fasi migratorie massicce si sono verificate con ciclicità negli anni 1926-1934, 1940-1948, 1949-1963, 1967-1969, 1987-1989 e 2003-2005. In quest'ultima occasione le infestazioni hanno causato in molte zone dell'Africa occidentale perdite molto serie per l'agricoltura, devastando coltivazioni, alberi da frutta e ogni vegetazione. Sono stati spesi oltre 400 milioni di dollari per combattere la infestazione, una delle peggiori degli ultimi 15 anni[7].
- Molto ricca di proteine, la locusta del deserto è utilizzata come fonte di integrazione proteica nella gastronomia di diversi paesi[5]. Tale usanza trova riscontro anche nel Vangelo di Marco e nel Vangelo di Matteo, in cui viene descritto san Giovanni Battista che – durante la sua permanenza nel deserto – "mangiava locuste e miele selvatico".[8]